# Rhynchopselaphus porrigens
Rhynchopselaphus porrigens är en fjärilsart som beskrevs av Hans Zerny 1917. Rhynchopselaphus porrigens ingår i släktet Rhynchopselaphus och familjen mott. Inga underarter finns listade i Catalogue of Life.